# Шевченко Ірина Олександрівна
Іри́на Олекса́ндрівна Шевче́нко (нар. 20 грудня 1961 у с. Никифорівка Артемівського, нині Бахмутського району Донецької області) — український науковець, культурно-освітній і громадський діяч, директор Інституту публічного управління та кадрової політики Національної академії керівних кадрів культури і мистецтв. Президент Української бібліотечної асоціації (2009—2018). Заслужений працівник культури України (2009).

## Життєпис
Народилася 1961 року на Донеччині. Зростала в селянській родині. Бібліотечну професію обрала за прикладом матері, яка 50 років завідувала сільською бібліотекою. Після закінчення восьмого класу сільської школи навчалася на бібліотечному відділенні Донецького культурно-освітнього училища (1976—1979). Здобула вищу освіту в Київському державному інституті культури ім. О. Є. Корнійчука за фахом бібліотекознавство та бібліографія (1983), кваліфікація — бібліотекар-бібліограф.
У 1983—1987 роках працювала редактором, бібліографом Державної публічної науково-технічної бібліотеки СРСР (м. Москва). У 1989—2006 роках — методист, старший викладач, доцент, професор Державної академії керівних кадрів культури і мистецтв у м. Києві.
У 1998-му захистила дисертацію на здобуття наукового ступеня кандидата педагогічних наук (тема — «Функціонування та організація системи підвищення кваліфікації бібліотечних кадрів України»). Обіймала посади заступника директора Департаменту мистецтва і регіональної політики — начальника відділу аналізу і прогнозування діяльності бібліотек Міністерства культури і туризму України (2006—2007).
З липня 2007 по серпень 2015 року — директор Інституту післядипломної освіти Національної академії керівних кадрів культури і мистецтв та за сумісництвом — професор кафедри теорії, історії і практики культури (2007—2013); професор кафедри бібліотекознавства та інформаційних комунікацій (2013—2015). З вересня 2015 року, в зв'язку з реорганізацією структури Академії — директор Інституту публічного управління та кадрової політики, професор кафедри інформаційних комунікацій та бібліотекознавства.

## Творчість, наукові праці
Автор понад 120 публікацій у професійній пресі, переважно з проблематики безперервної бібліотечної освіти.

## Громадська діяльність
З 2007 року — член Президії Української бібліотечної асоціації (УБА), у 2009—2018 роках — президент УБА, з листопада 2018 року — віцепрезидент УБА. Співавтор трьох стратегій розвитку УБА — до 2010 року, на 2010—2014 та 2015—2018 роки. Співавтор «Концепції якісних змін бібліотек задля забезпечення сталого розвитку України (до 2025 року)». Член оргкомітетів науково-практичних конференцій, семінарів, була серед організаторів Головного тренінгового центру УБА в Києві й Центру безперервної інформаційно-бібліотечної освіти УБА та Національної академії керівних кадрів культури і мистецтв.
Член громадських рад при Держкомтелерадіо України (з 2010) та Міністерстві культури України, а також член Комітету зі щорічної премії Президента України «Українська книжка року» (з 2014), очолює експертну раду Держкомтелерадіо України з формування переліку книжкових видань, передбачених до випуску за програмою «Українська книга». Член редколегії журналу «Бібліотечна планета» (з 2007), голова редколегії бюлетеня «БібліоТек@» (з 2010), член наглядової ради Національної історичної бібліотеки України (з 2011) та робочої групи Міністерства культури України з розроблення нової редакції Закону України «Про бібліотеки і бібліотечну справу» (з 2018).
Учасниця Толоки Шевченків (2010) — доброчинного культурного проєкту, що втілив ідею першого видання в Україні книжки за фінансової підтримки тільки однофамільців — носіїв прізвища Шевченко.

## Нагороди, відзнаки
- Почесне звання Заслужений працівник культури України (2009)[2]